# Amanda Dlamini
Amanda Dlamini (22 de julio de 1988) es una exfutbolista sudafricana que jugaba como centrocampista en el JVW FC. Representó a la selección sudafricana en los Juegos Olímpicos de Londres 2012.

## Carrera temprana
Nació en Harding, en KwaZulu-Natal. Empezó a jugar fútbol en 1999 para el equipo masculino de Young Callies.

## Carrera internacional
Hizo su debut en la selección absoluta de su país en 2007, en una derrota 5 a 0 frente a Nigeria por la clasificación olímpica. Anotó su primer gol internacional contra Países Bajos. Fue la máxima goleadora de la Sasol Women's League 2008.
Formó parte de los equipos que ganaron medallas de plata y bronce en los Campeonatos Africanos de 2010 y 2012; en el de campeonato de 2010 fue nombrada jugadora más valiosa . Fue la capitana del equipo nacional entre 2011 y 2013.
En 2012 fundó la Fundación Amanda Dlamini de Niñas que apunta a proporcionar ayuda básica a niñas en áreas rurales.